# Maritza Soto
Maritza Soto (1990) és una astrònoma xilena descobridora de diversos exoplanetes: HD 110014 c, K2-237b y K2-138b.

## Trajectòria
El 19 d'agost de 2015, Soto va confirmar l'existència de l'exoplaneta HD 110014 c, que orbita al voltant de l'estrella vermella HD 110014 (Chi Virginis) i té una massa tres vegades superior a la de Júpiter. Des de l'observatori de La Silla, va descobrir un planeta en el sistema HD 110014, una estrella gegant vermell dues vegades més gran que el Sol, a 293 anys llum de distància de la Terra. El planeta va ser nomenat HD 110014 c, seguint la terminologia internacional, i encara que havia estat detectat anys abans, Soto va ser qui va comprovar i va anotar les dades per verificar la seva existència. L'astre, que gira al voltant d'un estel anomenat Chi Virginis de la constel·lació de la Verge, s'havia detectat el 2004 i el 2011.
Investigadora postdoctoral i líder d'un equip d'astrònoms a la Universitat de Londres Queen Mary, a l'estiu de 2018 va fer conèixer la descoberta de dos exoplanetes gasosos, orbitant estels diferents, K2-237b i K2-138b, més grans que Júpiter. El K2-237b orbita al voltant de la seva estrella cada dos dies, mentre que el K2-138b realitza la seva òrbita durant tres dies.

## Reconoxeiments
Al setembre de 2018, Soto va ser nominada al premi Natida Chileno de l'Any 2018, una iniciativa per reconèixer xilens que destaquen en diferents àrees.